# Gullivers resor (film, 2010)
Gullivers Resor (engelska: Gulliver's Travels) är en amerikansk familjekomedifilm som hade bioremiär i USA den 25 december 2010. Den är regisserad av Rob Letterman och är löst baserad på Jonathan Swifts 1700-talsroman med samma namn, men utspelar sig i modern tid. I rollerna syns bland andra Jack Black, Emily Blunt, Jason Segel och Amanda Peet. Filmen, som även gjordes i 3D, distribuerades av 20th Century Fox.

## Handling
Lemuel Gulliver (Black) jobbar i postrummet på tidningen "The New York City News". För att ge karriären fart övertalar han journalisten Darcy Silverman (Peet) att få skriva om sina resor. Problemet är att han aldrig har rest. Istället plagierar han en text från Internet. Imponerad skickar Silverman Gulliver på uppdrag till Bermudatriangeln. Där lider Gulliver skeppsbrott och hamnar i landet Lilliputt. Landets miniatyrbefolkning skräms av Gullivers storlek och kedjar fast honom i en grotta. Där träffar han Horatio (Segel) som fängslats av den svartsjuke general Edwards för att ha flirtat med landets prinsessa Mary (Blunt). Genom att rädda Lilliput från ett anfall av grannlandet Blefuscu blir Gulliver både fri från fångenskapen och en hjälte. Hemma har Silverman avslöjat Gullivers bluff och är på väg till Bermuda. Blefuscu fortsätter att angripa Lilliputt, och med den förrädiske Edwards hjälp förvisar de Gulliver till ön Brobdingnag där han tillfångatas av en av öns jättelika invånare. Samtidigt spolas även Silverman iland i Lilliput där hon fängslas. Till slut tar Gulliver sig tillbaka till Lilliputt där han duellerar mot Edward, och vinner. Horatio får sin Mary, och Gulliver tar med sig Silverman hem, där de blir ett par.

## Skådespelare (i urval)
- Jack Black - Gulliver
- Emily Blunt - Prinsessan Mary
- Jason Segel - Horatio
- Amanda Peet - Darcy Silverman
- T.J. Miller - Dan
- Catherine Tate - Drottning Isabelle
- Billy Connolly - Kung Benjamin
- James Corden - Jinks
- Chris O'Dowd - Edward

## Om filmen
Filmen hade Sverigepremiär den 18 februari 2011.

### Respons
Gullivers resor fick relativt dåliga recensioner. Expressen gav filmen 1 geting av 5, och Aftonbladet kallade den för en ”snarkfest”. Även i Amerika har filmen fått dålig kritik. Vissa kritiker var dock mindre kritiska, däribland Roger Ebert, som gav filmen 3 stjärnor av fyra. Golden Raspberry Awards nominerade bl.a. Black som sämsta skådespelare. Intressant nog blev Black även nominerad som favoritskådespelare på ”The Kids Choice Awards”.
Filmen gjorde dåligt ifrån sig på den amerikanska biomarknaden men desto bättre utomlands.

### Fotnoter
1. ↑  Gulliver's Travels tests Jack Black's appeal. Reuters. hämtdad 8 januari 2011.
2. ↑  ”Gulliver's Travels” (på engelska). Box Office Mojo. 25 december 2010. http://www.boxofficemojo.com/movies/?id=gulliverstravels.htm. Läst 14 oktober 2016.
3. ↑  ”Gulliver's Travels”. Svensk filmdatabas. 18 februari 2011. http://www.sfi.se/sv/svensk-filmdatabas/Item/?itemid=73410&type=MOVIE&iv=Basic. Läst 14 oktober 2016.
4. ↑  Hasson, Ronnit (17 februari 2011). ”Gullivers resor 3D”. Expressen. Arkiverad från originalet den 20 februari 2011. https://web.archive.org/web/20110220201344/http://www.expressen.se/noje/recensioner/film/1.2334257/gullivers-resor-3d. Läst 26 maj 2011.
5. ↑  Fjellborg, Karolina (18 februari 2011). ”Gullivers resor”. Aftonbladet. http://www.aftonbladet.se/nojesbladet/film/recensioner/article8586462.ab. Läst 26 maj 2011.
6. ↑  Roger Ebert, Gulliver's Travels, rogerebert.com, 22 december 2010
7. ↑  ”Award Nominees for 2010: Worst Actor”. The Razzie Awards. http://www.razzies.com/history/2010-worst-actor.asp. Läst 26 maj 2011.
8. ↑  ”Favourite Movie Actor 2011: Jack Black”. The Kids Choice Awards. Arkiverad från originalet den 31 mars 2011. https://web.archive.org/web/20110331164236/http://www.nick.com/kids-choice-awards/jack-black-movie-actor.html. Läst 26 maj 2011.